# 1782 az irodalomban
Az 1782. év az irodalomban.

## Megjelent új művek

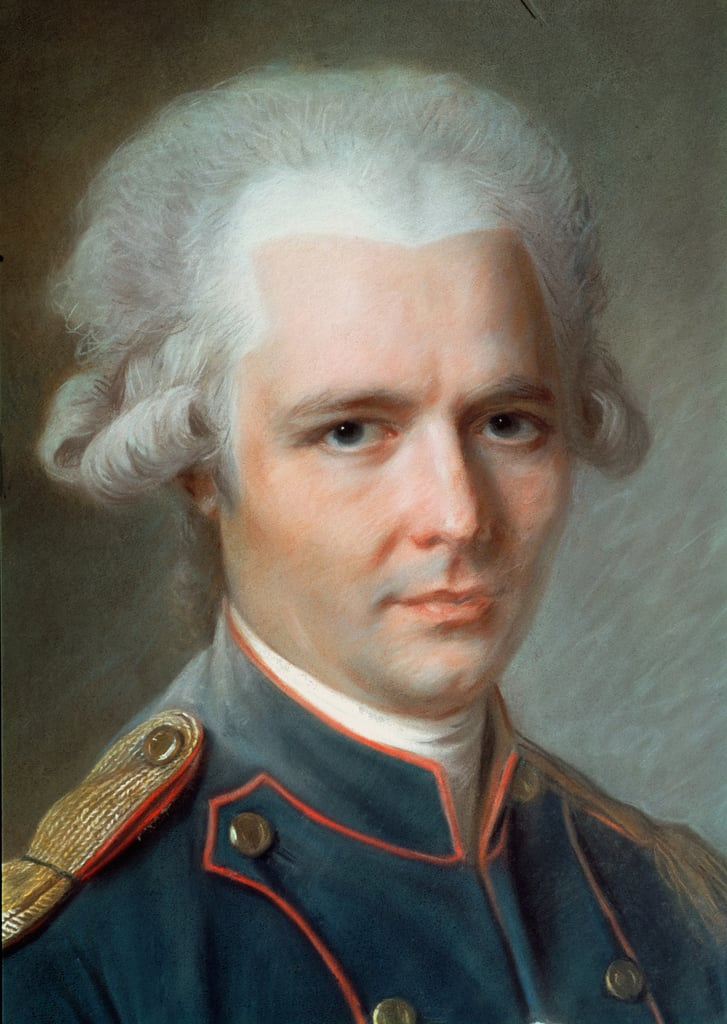
Pierre Choderlos de Laclos

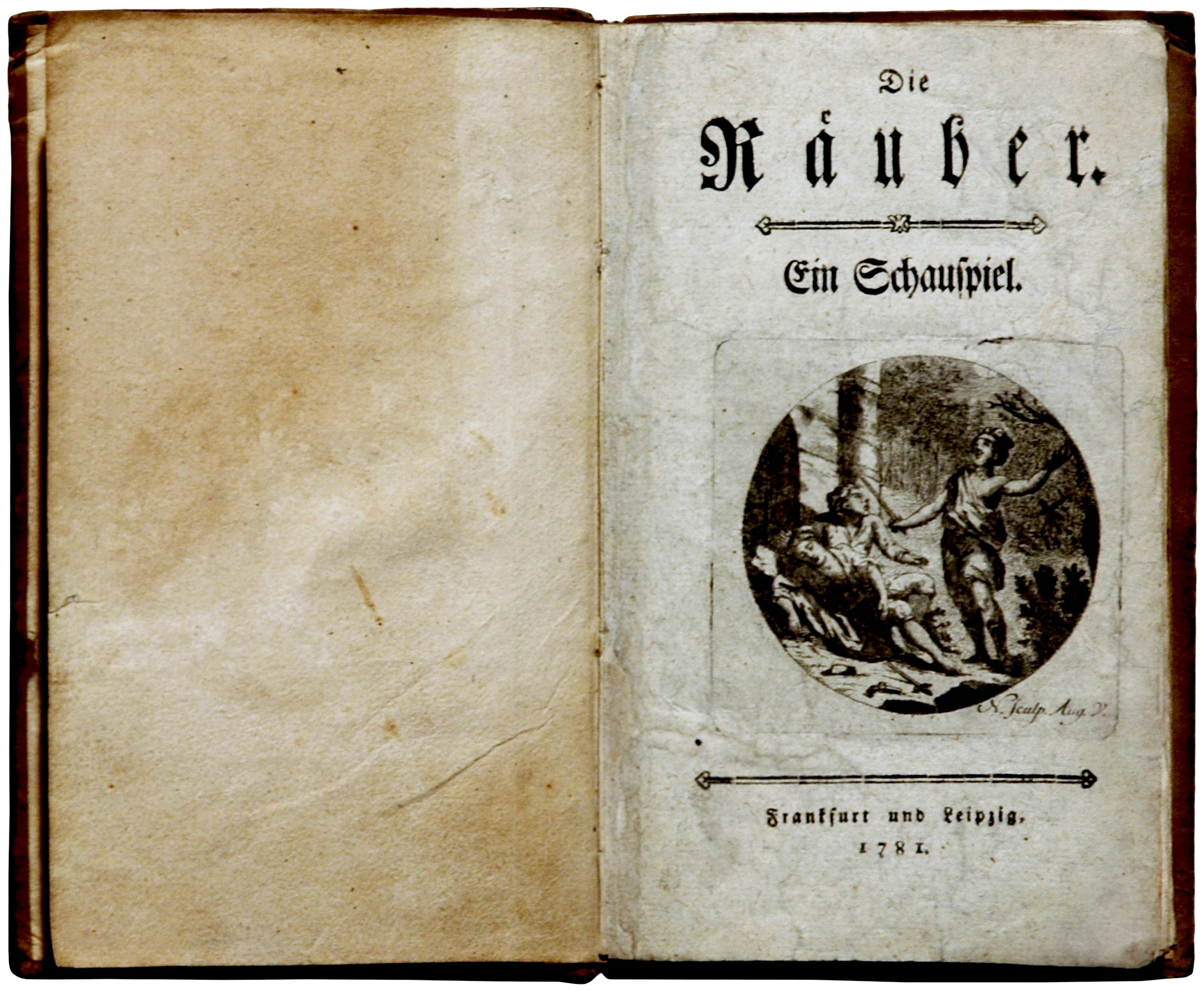
A haramiák címlapja (1781)

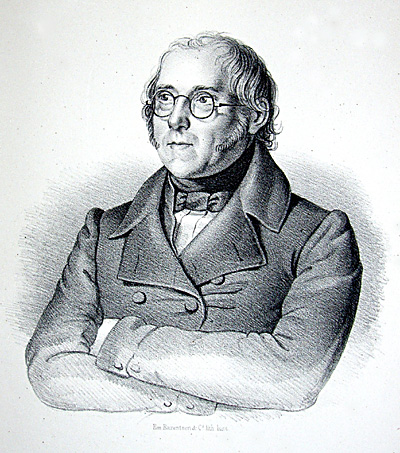
S. S. Blicher

- Pierre Choderlos de Laclos francia író regénye: Veszedelmes viszonyok (Les liaisons dangereuses).
- Jean-Jacques Rousseau posztumusz önéletrajzi munkái: 
  - Vallomások (Les Confessions)
  - utolsó, befejezetlen műve: Les Rêveries du promeneur solitaire (A magányos sétáló álmodozásai)
- William Cowper angol költő 
  - verseskötete: Poems.
  - The Diverting History of John Gilpin (John Gilpin mulatságos története) című munkája.
- Fanny Burney angol írónő regénye: Cecilia.

### Dráma
- január 13. – Friedrich Schiller első drámája, A haramiák (Die Räuber) bemutatója Mannheimben. A darab nyomtatásban az előző évben jelent meg, bemutatója hatalmas sikert arat.
- Vittorio Alfieri olasz szerző tragédiája: Saul (bemutató).
- Szentpéterváron színre kerül Gyenyisz Ivanovics Fonvizin vígjátéka, A kamasz (más fordításban címe: Az úrfi; orosz nyelven: Недоросль). 1783-ban nyomtatásban is megjelent.

## Születések
- október 11. – Steen Steensen Blicher dán költő, író († 1848)
- október 31. – Giovanni Battista Niccolini olasz költő, tragédiaíró († 1861)

## Halálozások
- április 12. – Pietro Metastasio olasz költő, színműíró, librettista (opera-szövegkönyv író) (* 1698)